# Félix de Givry
Felix de Givry est un réalisateur, producteur, acteur et entrepreneur français né à Paris le 23 décembre 1991.

## Biographie
Il a fait ses études à Sciences-Po Paris. Il est notamment connu pour avoir joué le rôle principal inspiré du DJ Sven Løve dans le film de Mia Hansen-Løve, Eden,, qui retrace les débuts de la musique électronique dans les années 1990.
Il est l'un des cofondateurs du collectif Pain Surprises, dont les activités s'articulent autour d'un label de musique et de la marque de vêtements Habit Cactus.
En 2018, il co-fonde la société de production et le studio d'animation Remembers avec Ugo Bienvenu.
Il est membre du collectif 50/50 qui a pour but de promouvoir l’égalité des femmes et des hommes et la diversité dans le cinéma et l’audiovisuel,.

## Filmographie

### Cinéma

#### En tant qu'acteur
- 2012 : Après Mai d'Olivier Assayas
- 2014 : Eden de Mia Hansen-løve

#### En tant que réalisateur
- 2017 : Journée Blanche (court métrage)[9]
- 2019 : L'Entretien co-réalisé avec Ugo Bienvenu (court métrage)
- 2022 : Ultra Dramatic Kid - (Séries de Clips pour Muddy Monk)
- 2023 : The Wandering Ghost (court métrage)
- 2025 : Adieu Monde Cruel (long métrage)

En tant que scénariste
- 2025 : Arco - réalisé par Ugo Bienvenu

#### En tant que producteur
- 2015 : La Fille du Bunker (court métrage)[10]
- 2023 : Un Genre de Testament - réalisé par Stephen Vuillemin
- 2024 : Arco - réalisé par Ugo Bienvenu
- 2025 : Dieu est timide - réalisé par Jocelyn Charles

### Télévision

#### En tant que producteur
- 2017 : Tony Les Animots sur Canal + (Séries en animation 20 x 2 minutes)[11]

## Distinctions

### Récompenses
- 2017 : Swann d'Or du Meilleur Court Métrage au Festival du film de Cabourg pour Journée Blanche [12]

### Nominations et sélections
- Nommé révélation pour le César du meilleur espoir masculin en 2015
- Sélection en compétition officielle au Festival Côté court de Pantin en 2017 pour Journée Blanche [9]
- Sélection en compétition officielle au Festival du film de Cabourg en 2017 pour Journée Blanche [13]